# Saperka

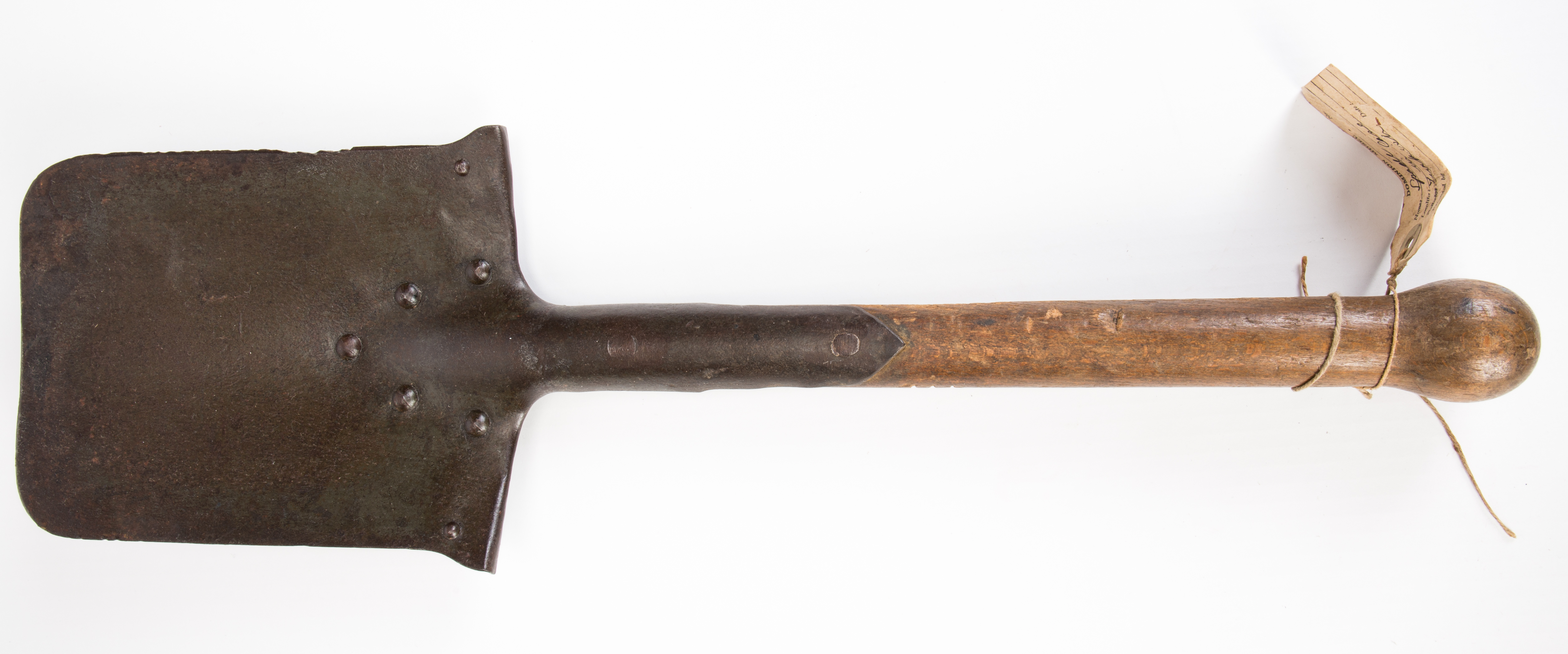
Niemiecka saperka (łopatka) z okresu I wojny światowej

Saperka (także: łopatka, łopatka piechoty) – zminiaturyzowana forma łopaty, charakteryzująca się małą konchą (częscią roboczą) oraz krótkim styliskiem. Narzędzie przeznaczone głównie do prac ziemnych, niekiedy wykorzystywane również jako broń. 

## Historia i zastosowanie

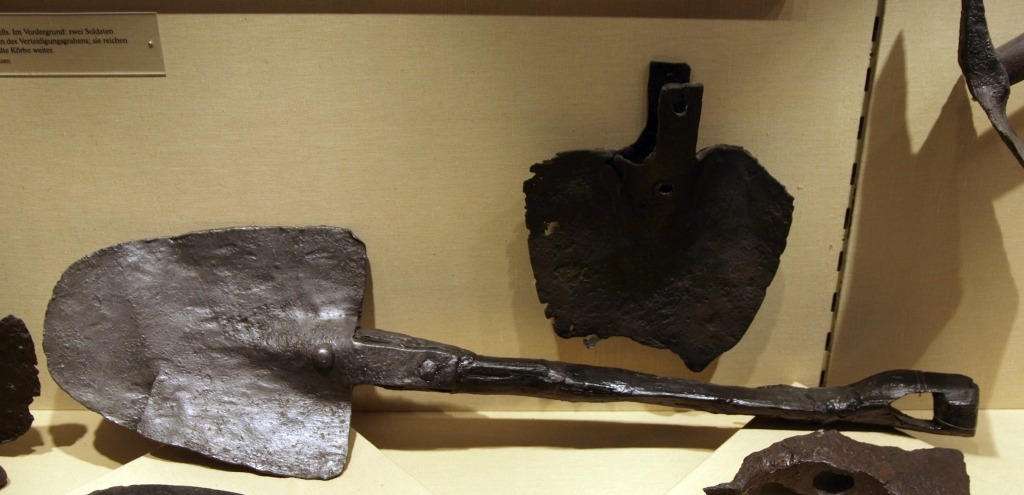
Rzymska łopatka z I-III w. n.e.

Narzędzie stosowane głównie do prac ziemnych i jako zminiaturyzowana forma łopaty znane już od starożytności.

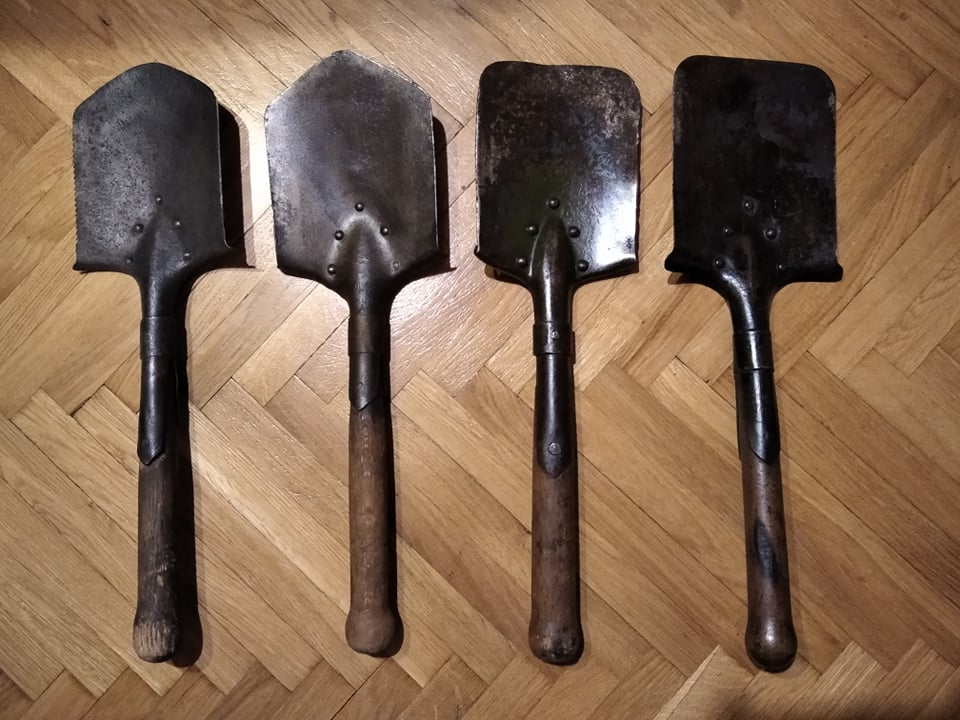
Wojskowe saperki (łopatki) z okresu I wojny światowej oparte na patencie Linnemanna. Od lewej: 2 x austro-węgierskie, rosyjska, francuska

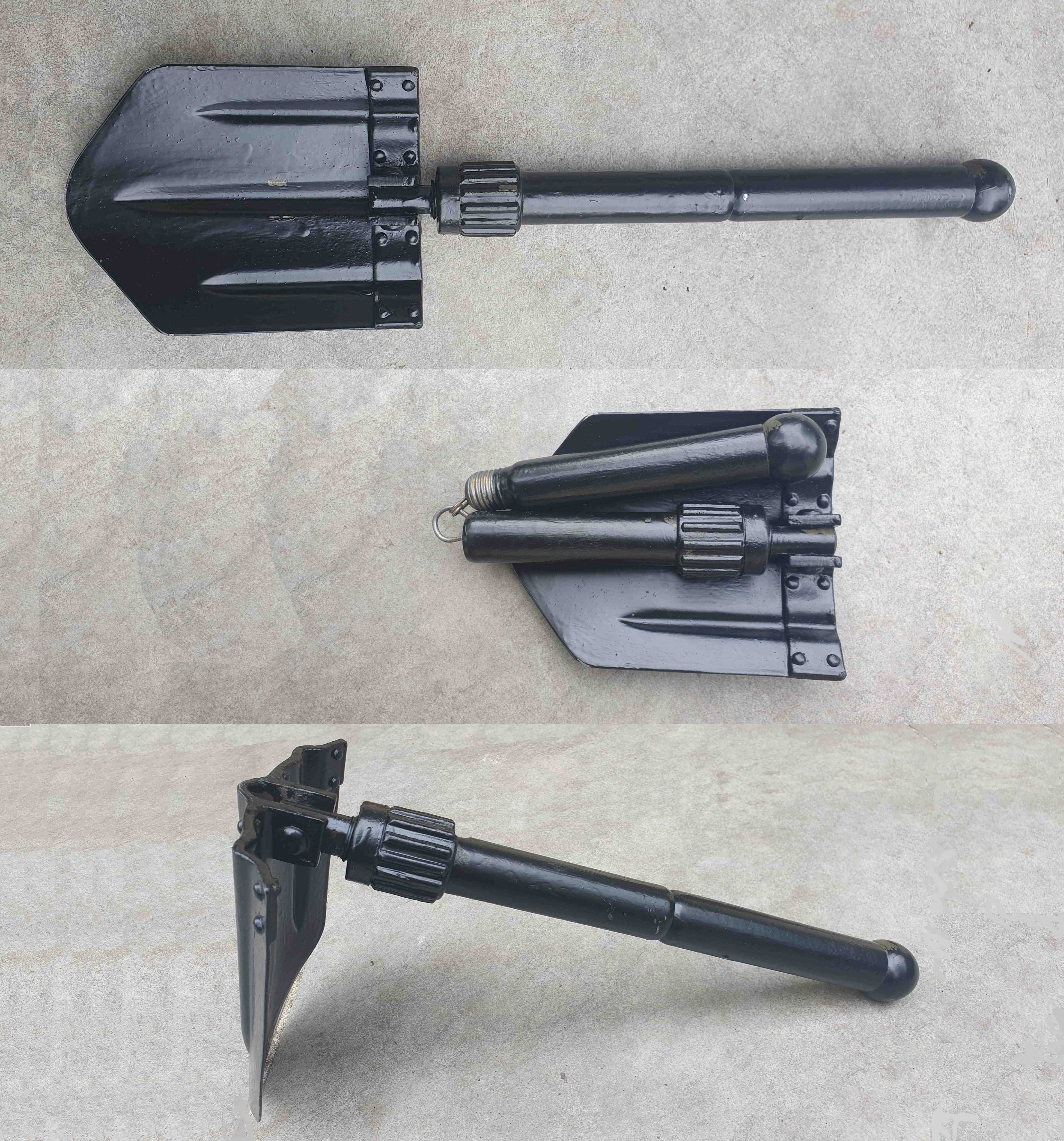
Składana łopatka piechoty

W 1869 r. duński oficer Mads Johan Buch Linnemann, opracował klasyczną wojskową wersję łopatki, która rok później została opatentowana i wprowadzona na wyposażenie armii duńskiej. W 1871 r. łopatkę Linnemanna przyjęto na wyposażenie znacznie większej armii austro-węgierskiej, a konstruktor otworzył w Wiedniu fabrykę. Łopatki pomysłu Linnemanna szybko zdobyły popularność, wchodząc na wyposażenie armii niemieckiej, francuskiej, rosyjskiej i innych. Niebawem w nieznacznie różniących się od siebie wariantach, stały się standardowym elementem ekwipunku żołnierzy (głównie piechoty), gdzie oprócz typowych prac ziemnych (jak np. kopanie okopów) stosowano je również jako poręczną broń białą.

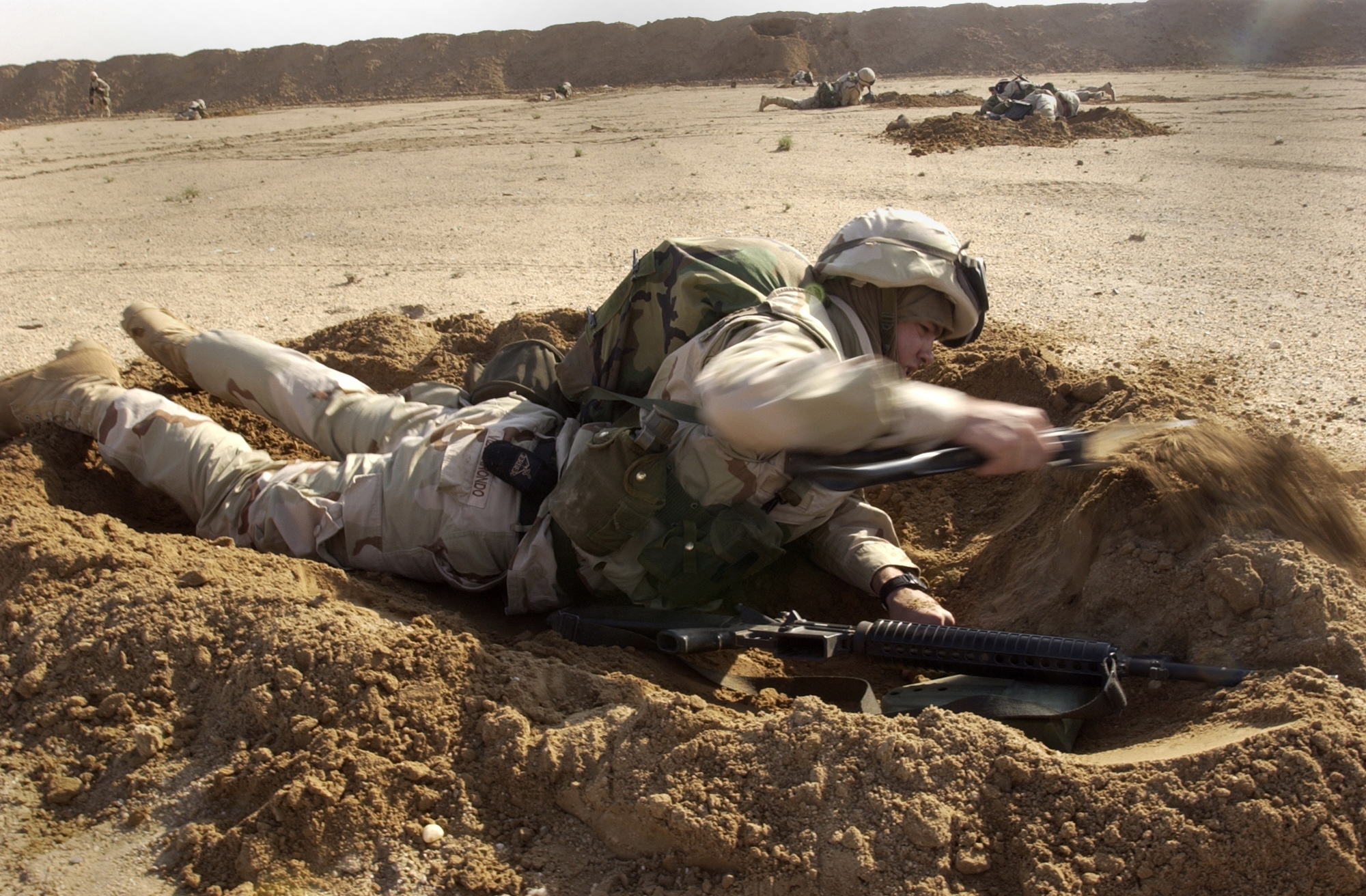
Okopywanie się przy użyciu saperki (łopatki)

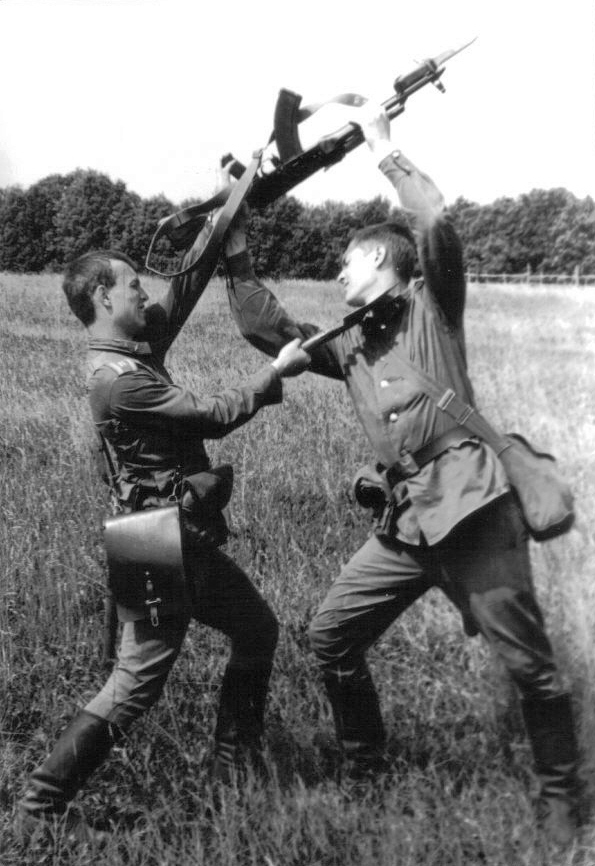
Trening walki wręcz przy użyciu saperki (łopatki)

Błędne skojarzenie z wojskami inżynieryjnymi (saperami), spopularyzowało z czasem nazwę „saperka”, która stała się powszechną nazwą tego rodzaju narzędzia (w języku polskim). Ze względu na swoje praktyczne walory (małe gabaryty, poręczność) ułatwiające transport, wojskowe łopatki stanowią współcześnie popularne narzędzie wykorzystywane również w ujęciu cywilnym. Znajdują zastosowanie przykładowo podczas biwaków, prac ogrodniczych lub jako element wyposażenia samochodu (umożliwiając jego odkopanie w przypadku ugrzęźnięcia w śniegu lub ziemi).

## Budowa
Klasyczna saperka posiada metalową głownię z ostrymi krawędziami roboczymi i może być zakończona tępo lub ostrym sztychem. Stylisko wykonane jest najczęściej z drewna lub metalu, rzadziej z tworzywa sztucznego. Niektóre wersje posiadają możliwość złożenia lub odłączenia głowni na czas transportu. Saperki najczęściej transportuje się w pokrowcu, umożliwiającym troczenie do pasa lub plecaka.

## W Wojsku Polskim
W Wojsku Polskim narzędzie to funkcjonuje pod nazwą „łopatka piechoty”.
Według wymogów Wojska Polskiego z 2006 r. (Nr postępowania 88/L/MON/ZZSL/PN/ZO/2006), łopatka piechoty używana jest w formacjach wojsk lądowych jako indywidualne wyposażenie żołnierza i przeznaczona do wykonywania prac ziemnych (w warunkach wojennych do kopania okopów) oraz dokonywania pomiarów. Głownia łopatki piechoty wykonywana jest z blachy stalowej, zaś trzonek z drewna bukowego lub metalu.
Łopatką piechoty można posługiwać się w pozycji leżącej, klęczącej, siedzącej i stojącej pochylonej. Należy zagłębiać ją w ziemię ukośnie, a nie prostopadle.
W 1971 r. istniały dwie wersje łopatki piechoty:
- łopatka piechoty o stalowej, prostokątnej głowni i drewnianym trzonku, przechowywana w brezentowym pokrowcu;
- składana łopatka piechoty o głowni zakończonej w szpic, która po złożeniu o 90° tworzyła mały kilof, w całości wykonana z metalu, przechowywana w brezentowym futerale.

Standardowa łopatka piechoty w Wojsku Polskim ma długość ok. 50 cm (wraz z trzonkiem po złożeniu). Długość głowni (nie licząc obsady na stylisku) wynosi 20 cm, szerokość 15 cm, a grubość blachy 2–3 mm. Żołnierz piechoty powinien znać wymiary używanej przez siebie łopatki, by móc jej użyć do pomiaru odległości m.in. w celu przygotowania okopu o żądanych wymiarach. Masa łopatki piechoty waha się od 1 kilograma do 1,3 kg (wersja z pokrowcem i kilofem). Na wojskowej łopatce piechoty znajdują się oznaki cechowania m.in. znak wytwórni i rok produkcji.
Łopatka jest przechowywana w pokrowcu, który prócz ochrony umożliwia przypięcie łopatki do żołnierskiego pasa głównego. Żołnierz w pełnym rynsztunku nosi ją na pasie z tyłu, trzonkiem skierowanym w dół.
W wojsku używana jest także łopata saperska, która jest większa, nieskładana, ma prostokątny kształt części roboczej i stanowi element wyposażenia saperów, pododdziałów i pojazdów wojskowych.